# Cogollos de Guadix
Cogollos de Guadix település Spanyolországban, Granada tartományban. Cogollos de Guadix Albuñán, Jérez del Marquesado, Lugros és Guadix községekkel határos. Lakosainak száma 639 fő (2024).

## Népesség
A település népessége az elmúlt években az alábbi módon változott:
| Lakosok száma | 749  | 721  | 721  | 715  | 747  | 664  | 674  | 673  | 630  | 639  |
|               | 2001 | 2004 | 2006 | 2009 | 2011 | 2014 | 2016 | 2019 | 2021 | 2024 |